# 机会成本
機會成本（英語：Opportunity Cost, OC）是指決策過程中面臨多項選擇，而當中價值最高的選擇（Highest-valued Option Forgone）有可能被放棄，又稱為替代性成本（Alternative Cost），就是俗語所說的世界上沒有白吃的午餐、魚與熊掌不可兼得。簡單來說，機會成本就是所犧牲的代價:4。

## 概念要點
1小時才能完成的三件事之一來做，他若選擇了A，就得放棄做B、C的機會；若選擇了B，就得放棄做A、C的機會。在機會成本當中，是有分別物品價值的先後次序（心中的第一選擇、第二選擇），在這個例子中，我們分別以A、B、C為第一優先選擇、第二優先選擇、第三優先選擇。
如果某甲選擇了A，便會放棄B和C，而因為某甲選擇了第一選擇，所以某甲的機會成本就是第二選擇（被放棄而價值最高，在這個例子是B）。這裡有一個特別需要注意的一個點，如果選擇了第二選擇，基於機會成本為價值最大者，因此某甲的機會成本是第一選擇（被放棄價值最大者）。
又如在選擇了某項社會福利（如創業津貼）後，受到固定資源的限制，被迫在有限資源中做出選擇；如上的A、B、C。他被迫得失去選擇其他福利（如選擇國民住宅）的機會──則國民住宅福利即為選擇創業津貼福利的「機會成本」。
奧地利經濟學家弗里德里希·馮·維塞爾認為只要有選擇、取捨存在，機會成本便存在。理性的經濟人力求把機會成本降至最低，意即為了現行選擇所放棄或犧牲的代價也是最低。機會成本是經濟學中廣泛應用的概念，不僅在個人決策中應用，還可擴展至商品財貨的生產、交換和分配等經濟領域。
機會成本可以是主觀，例如甲決定買水果，從他最喜歡到最不喜歡的排序依次是香蕉、蘋果和葡萄。如果他購買了蘋果，機會成本便是香蕉而非葡萄；此後，若甲的口味產生轉變，例如排序為葡萄、香蕉和苹果，他購買苹果的機會成本便不是香蕉而是葡萄。
機會成本有時可以較客觀地衡量，比如用貨幣。例如一名農民選擇養豬就不能選擇養雞，則養豬的機會成本就是放棄養雞的收益，養雞的機會成本便會是放棄養豬的收益。
- 機會成本所指的「機會」必須是決策者可選擇的項目，若不是決策者可選擇的項目便不屬於決策者的機會。例如某農民只會養豬和養雞，那麼養牛就不會是某農民的機會。
- 機會成本必須是指放棄的機會中收益最高的項目。
- 放棄的機會中收益最高的項目才是機會成本，即機會成本不是放棄項目的收益總和。例如某農民只能在養豬、養雞和養牛中擇一從事。
- 例如看電影時付錢後發覺電影不好看，戲票的價錢既付，是沉沒成本，如果你後悔買票，那麼你當前的決定應該是你是否願意繼續看這部電影，而非你為這部電影付了多少錢。退場離去的機會成本不包括戲票的價錢。
- 機會成本＝外顯成本＋隱含成本。外顯成本即實際的支出；隱含成本則為時間、效益等等。

## 生產可能性曲線
在經濟學中，生產可能性曲線（Production Possibility Curve或Production Possibilities Frontier，簡稱PPC或PPF）是指用來描述在已知條件下，兩種產品之間在用盡所有資源、技術的情況下所有的生產組合的可能，在平面圖上所形成之軌跡:21